# 早川毅 (統計学者)
早川 毅（はやかわ たけし、1940年1月12日 - ）は、日本の統計学者。一橋大学名誉教授。学位は、理学博士（東京工業大学）。元日本統計学会理事長。

## 経歴・人物
1962年名古屋大学理学部数学科卒業、文部省統計数理研究所入所。1973年東京工業大学理学博士。
1972年文部省統計数理研究所第1研究部第2研究室主任研究員。1973年同室長。1974年日本統計学会編集担当理事。1977年日本数学会『数学』常任編集委員。1979年一橋大学経済学部教授。1980年Journal of Statistical Planning and Inference編集委員。1985年一橋大学情報処理センター運営委員。1987年一橋大学評議員。
1988年日本統計学会理事長。1991年太平洋地域統計会議事務局長。1992年一橋大学情報処理センター長。1994年Annals of the Institute of Statistical Mathematics編集委員長。1998年一橋大学大学院経済学研究科教授、学術情報センター学術研究情報ネットワークに関する計画調整会議委員。
2001年ハーバード大学統計学科客員研究員。2003年一橋大学名誉教授、富士大学経済学部経営情報学科教授。のち、富士大学大学院経済･経営システム研究科科長。2011年日本統計学会賞受賞。

## 著書
- 『実験計画法の基礎』朝倉書店 1977年
- "Modern Multivariate Statistical Analysis － A Graduate Course and Handbook",共著，American Science Press 1985年
- 『回帰分析の基礎』朝倉書店 1986年
- "Bilinear forms and Zonal polynomials",共著，Springer Verlag 1995年